# Aleksandr Osipovič Bernardazzi
Aleksandr Osipovič Bernardazzi (in russo Александр Осипович Бернардацци?; Pjatigorsk, 2 luglio 1831 – Fastov, 14 agosto 1907) è stato un architetto russo di origine ticinese, il padre Giuseppe era infatti originario di Pambio nel Canton Ticino che si era stabilito in Russia su chiamata dello zar Alessandro I di Russia.

## Biografia

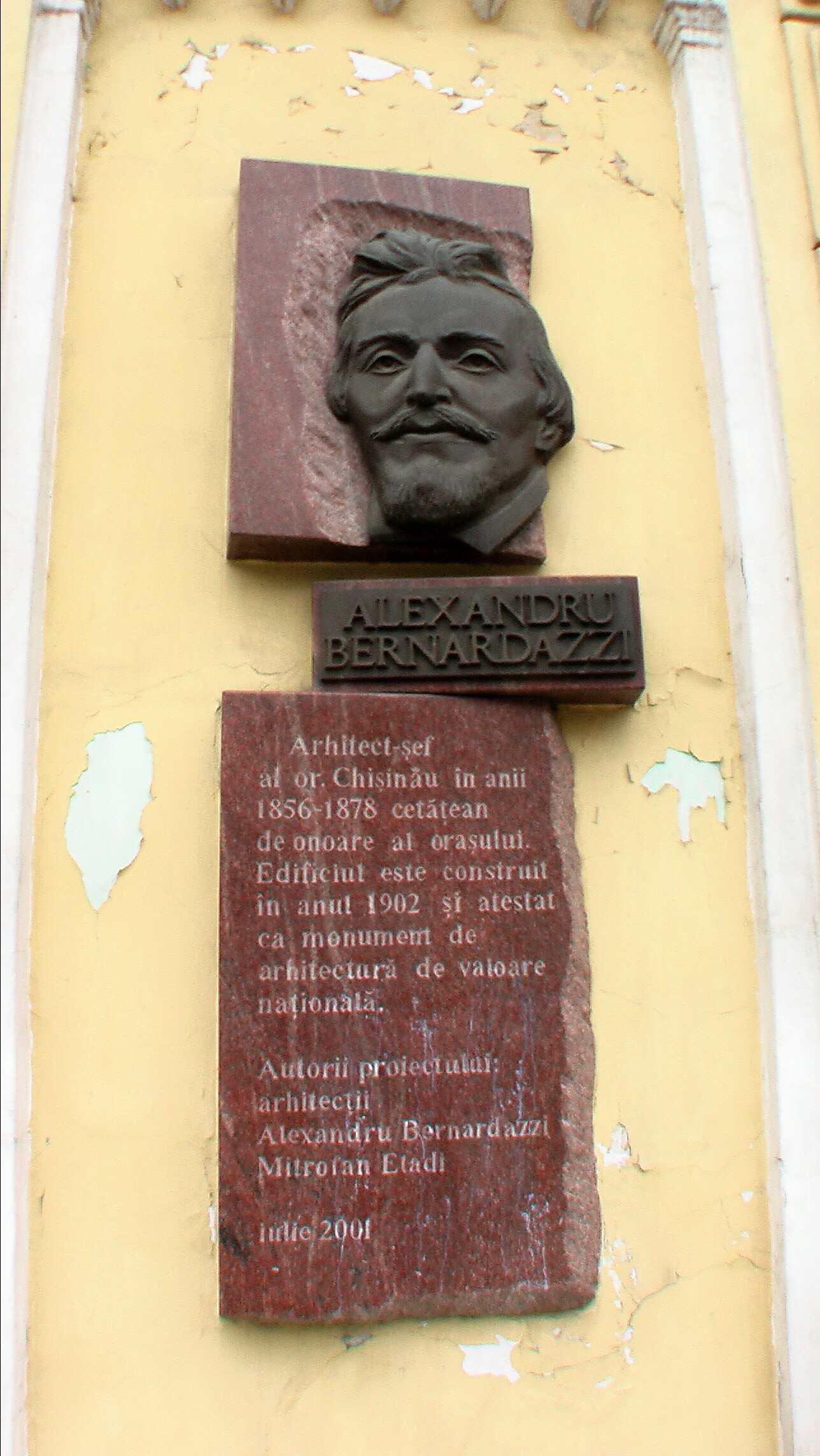
Targa commemorativa sul municipio di Chișinău

Alexander (Alexandru in romeno) Bernardazzi nacque a Pjatigorsk nel 1831 discendente della famiglia Bernardazzi, o Bernardacci, figlio di Giuseppe, a sua volta architetto che aveva contribuito ad edificare la città di Pjatigorsk.
Nel 1843 si iscrisse all’Università di San Pietroburgo, laureandosi in architettura. Nel 1850 fu nominato membro della commissione per la ripartizione urbanistica nel governatorato della Bessarabia.
Tra il 1856 ed il 1878 si curò della riorganizzazione di Chișinău di cui, nel 1875, divenne cittadino onorario.
Nel 1878 si trasferì ad Odessa, dove tra le altre seguì la costruzione della stazione di Odessa centrale, ma continuò a progettare in Bessarabia, in seguito lavorò presso l'Università di Novorossijsk.
Morì durante un viaggio a Fastov, vicino a Kiev e secondo le sue volontà fu sepolto a Chișinău con la madre.

## Opere
Bernardazzi operò nel riorganizzare Chișinău secondo uno schema moderno, tra il 1850 ed il 1860 si occupò dell’impianto viario, della pavimentazione stradale, dell’acquedotto e del parco cittadino oggi intitolato a Stefano il Grande. Dei suoi circa trenta progetti si ricordano:
- Il Municipio
- Il Ginnasio femminile
- La chiesa luterana
- La cappella del ginnasio
- Il circolo della nobiltà cittadina
- Il palazzo di Giustizia
- La torre dell’acqua, detta anche "dei pompieri"
- La chiesa di San Pantaleone
- La chiesa armena

Oltre a quelli citati, Bernardazzi progettò la chiesa cattolica, le stazioni ferroviarie di Bender e di Galati alcuni porti militari sul Danubio il Monastero di Neamț.
A Odessa, dove operò nell'ultima decade del XIX secolo realizzò:
- L'ex stazione ferroviaria di Odessa, 1879-1883, distrutta dai nazisti nel 1944;
- Casa della disabilità (poi trasformata in fabbrica, "Pischepromavtomatika"), Mechnikova 53, 1886;
- Edificio della Società Tecnica Internazionale di Odessa, Baranova 1 (Баранова), nel 1887.
- Casa, Preobraženska 15 (1891);
- Casa, Pastera 34 (1891);
- Casa, Gogolaya 23;
- Casa, Troicka 20;
- Casa, Bazarna 20 (1893);
- Casa, Deribasivska 31, tabaccheria (1894);
- Casa, Didrihsona 7 , palazzo (1894).

In occasione del centenario di Odessa, l'architetto Bernardazzi guidò il lavoro della Divisione Tecnica della Società di Architettura e diresse la progettazione e la costruzione di numerosi edifici pubblici. I progetti più memorabili di Bernardazzi risalgono al 1890:
- Clinica della scuola di medicina, Pastera 7 (Пастера);
- Ospedale Belins'kyj 9 (1892);
- Edificio del magazzino vicino alla stazione ferroviaria (anni 1890);
- Chiesa riformata, Pastera 62 (Пастера), trasformata in Teatro delle marionette nel periodo sovietico;
- Hotel Brystol', Puškinskaya 15, 1898-1899;
- Nuova Borsa, oggi Teatro Filarmonico di Odessa (1894-1899).

## Galleria d'immagini

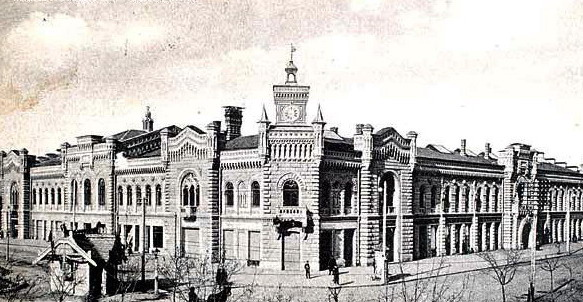
Facciata principale del Municipio di Chișinău
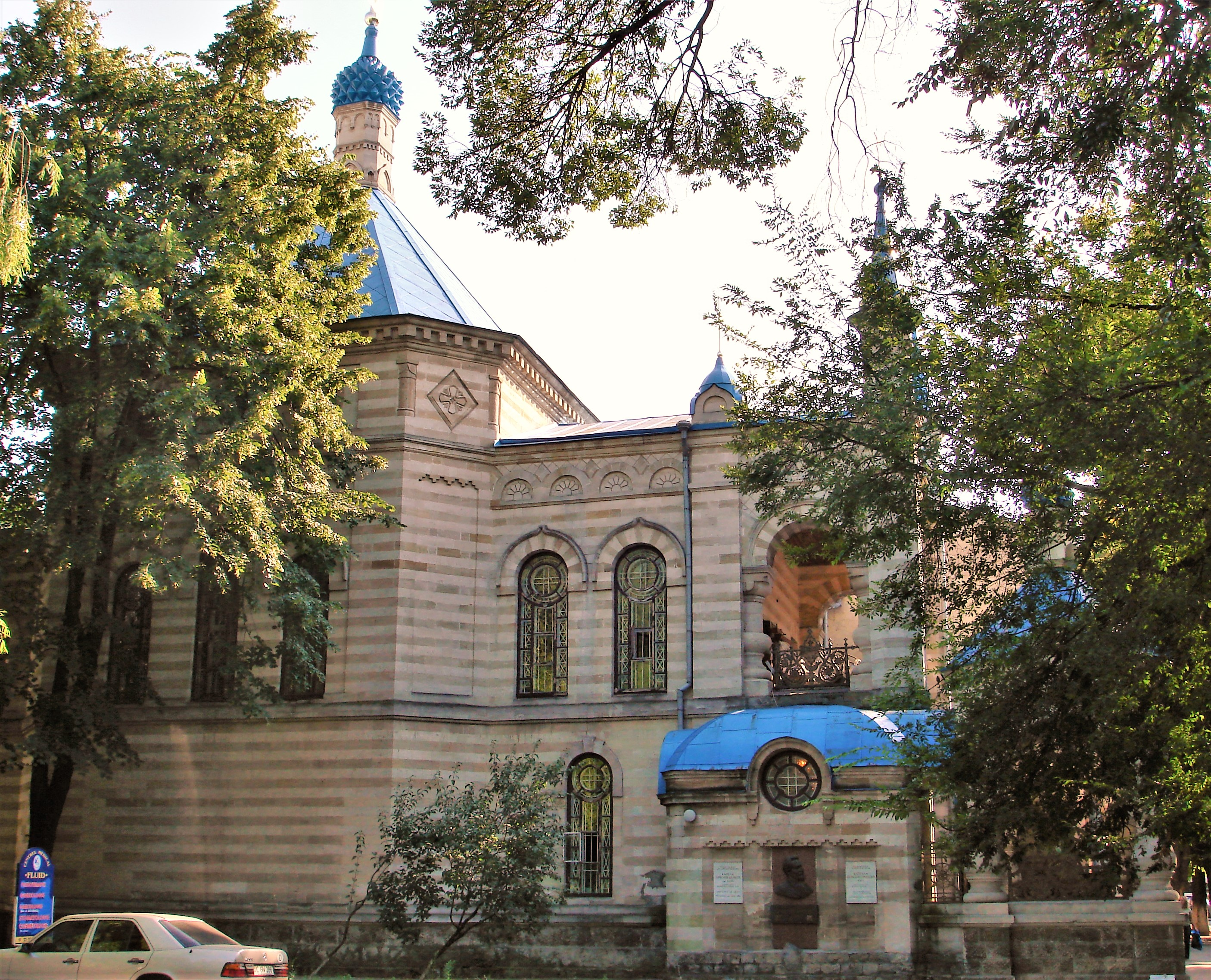
Chiesa di Santa Teodora de la Sihla a Chișinău
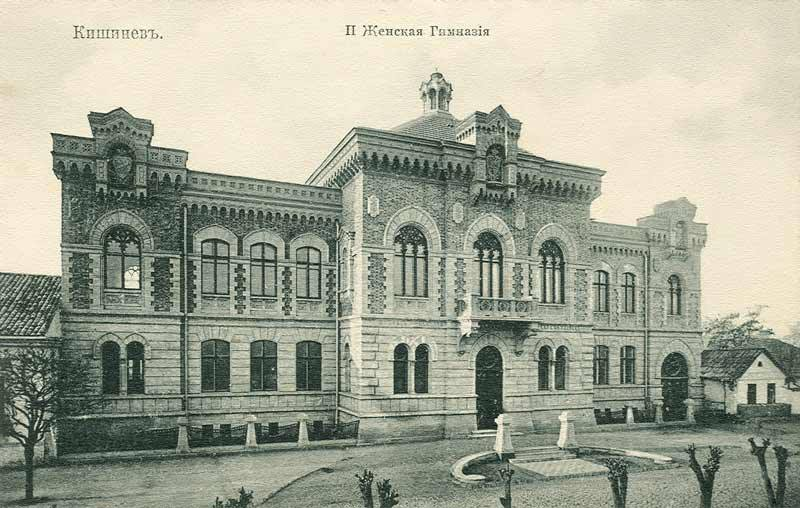
Facciata del ginnasio femminile di Chișinău
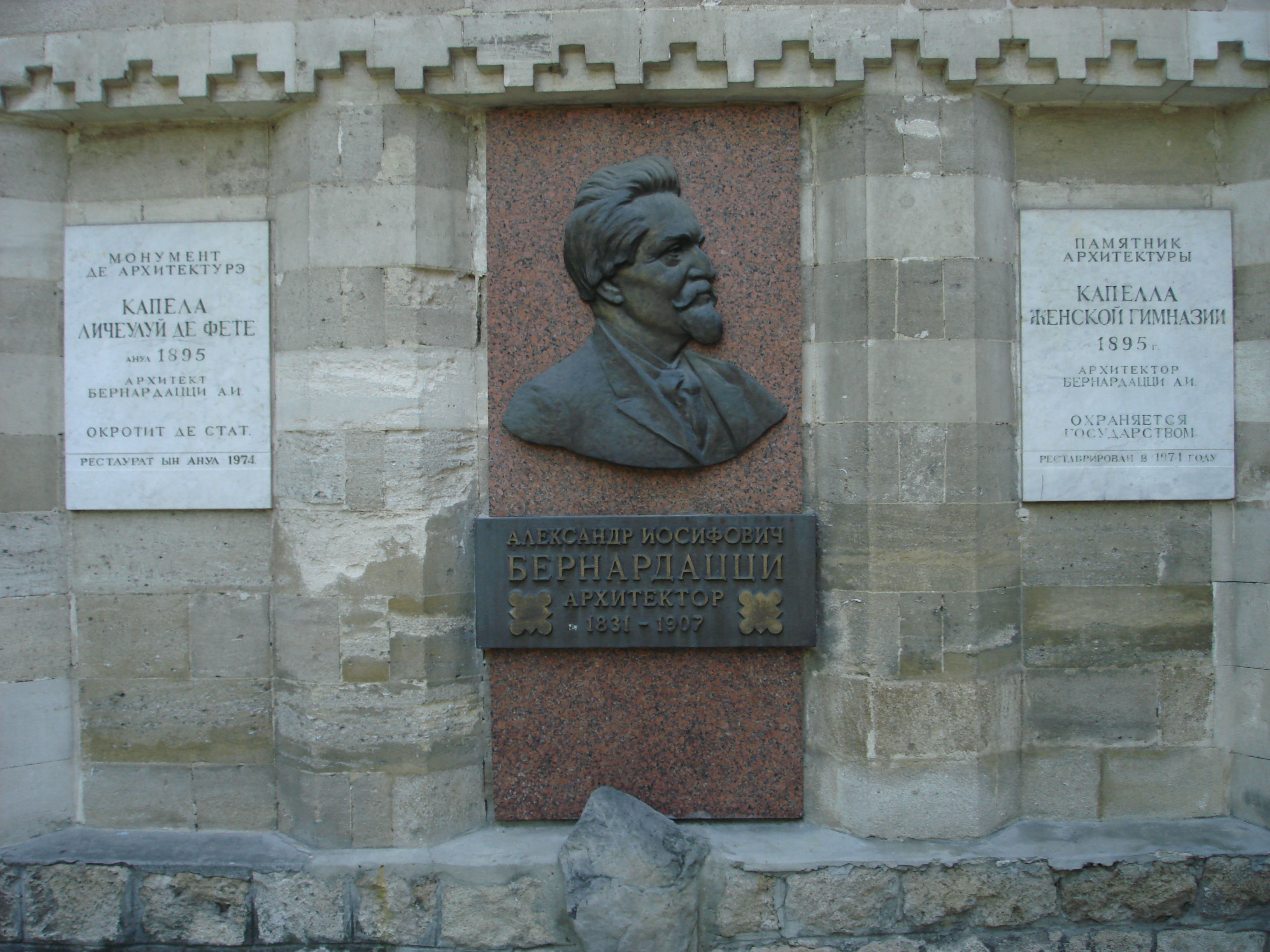
Targa commemorativa sulla cappella di Santa Teodora a Chișinău
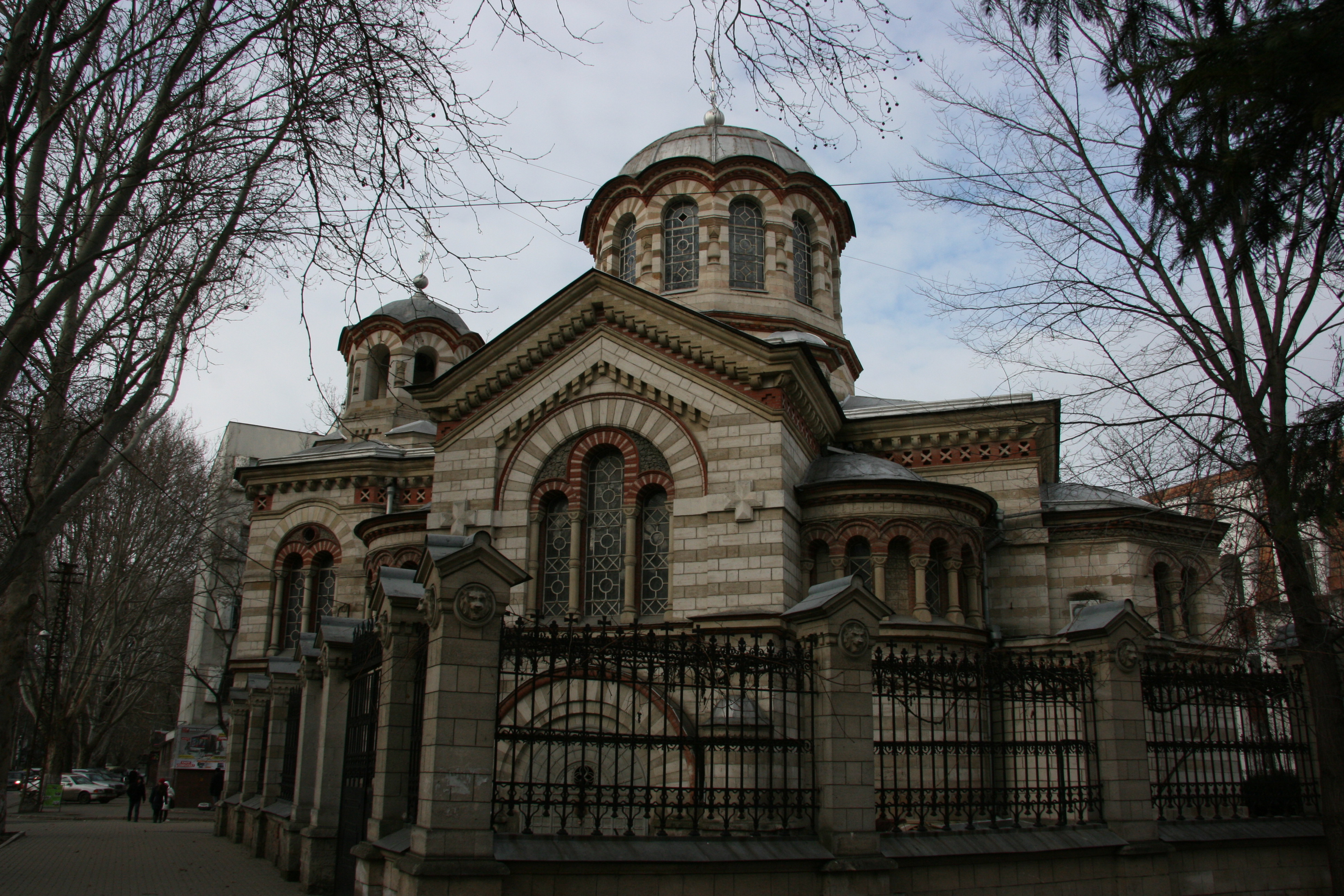
Chiesa di San Pantaleone a Chișinău
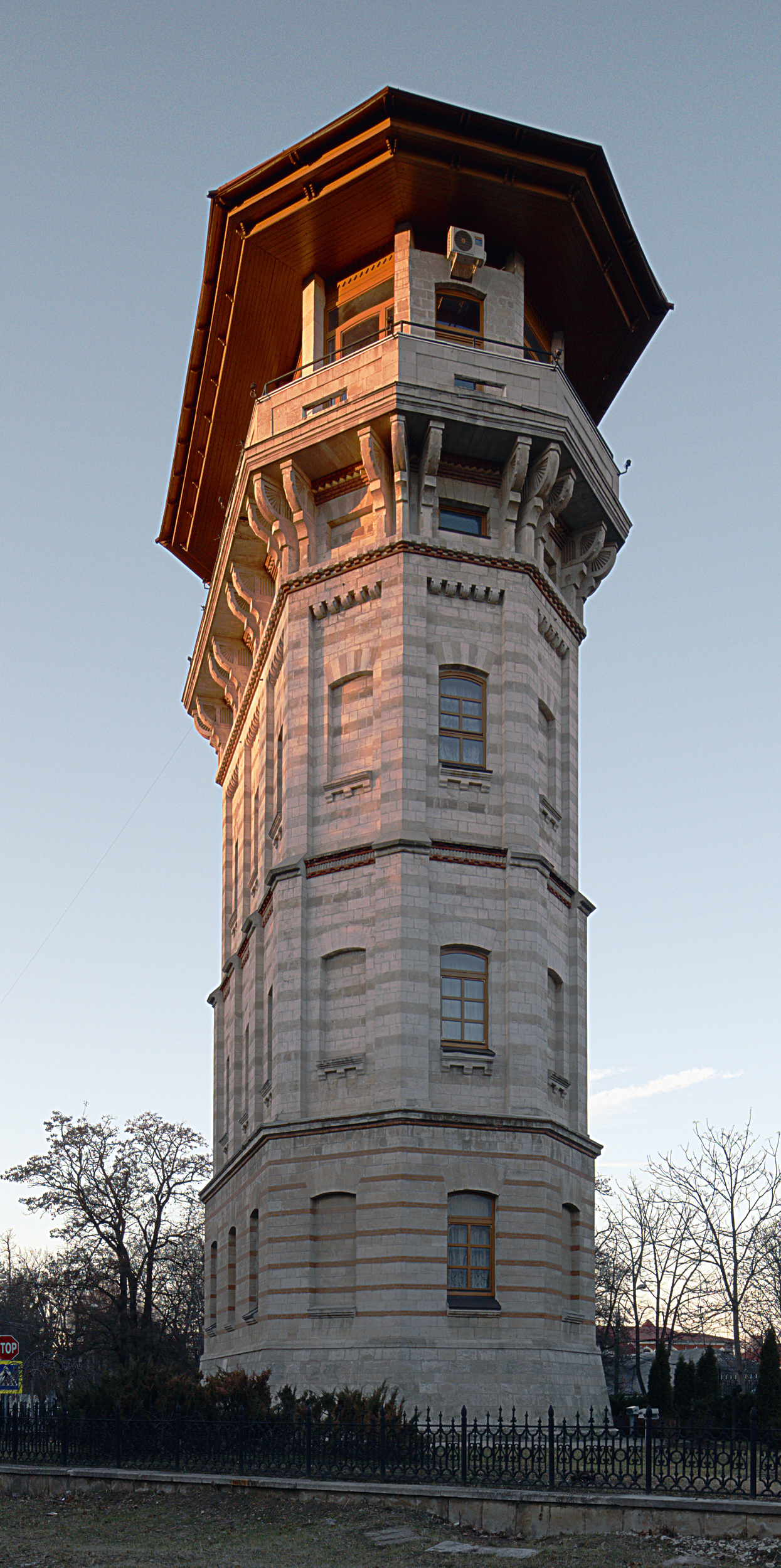
Torre dell'acqua di Chișinău